# الکساندرا بروکس
الکساندرا بروکس (انگلیسی: Alexandra Brooks؛ زادهٔ ۱۹ ژانویهٔ ۱۹۹۵) بازیکن فوتبال اهل انگلستان است که در پست دروازه‌بان برای بلکبرن روورز در مسابقات قهرمانی زنان FA بازی می‌کند.